# François Imbeau-Dulac
François Imbeau-Dulac (Quebec, 9 dicembre 1990) è un tuffatore canadese.

## Biografia
Ha rappresentato il Canada ai Giochi olimpici di Londra 2012 gareggiando nel concorso del trampolino 3 metri. Qui ha superato il turno qualificatorio con il 12 piazzamento. È stato poi eliminato in semifinale dove ha concluso la gara con il tredicesimo posto in classifica, primo degli esclusi.
Ai Giochi panamericani di Toronto 2015 ha vinto la medaglia d'argento nei tuffi dal trampolino 3 metri sincro, in coppia con Philippe Gagné, chiudendo la gara alle spalle dei messicani Jahir Ocampo e Rommel Pacheco.

## Palmarès
- Campionati mondiali

Kazan 2015: argento nel sincro 3 m misto.
Budapest 2017: bronzo nel sincro 3 m misto.
Gwangju 2019: argento nel sincro 3 m misto.
- Giochi panamericani

Toronto 2015: argento nel trampolino 3 m sincro;
Lima 2019: argento nel trampolino 3 m sincro;
- Giochi del Commonwealth

Gold Coast 2018: argento nel trampolino 3 m. sincro